# Drogaria Venancio
Drogarias Venancio é uma rede de farmácias brasileira situada no Estado do Rio de Janeiro e  tem atualmente mais de 125 lojas. É uma empresa carioca de nascimento, fundada em 1979 na Praça Saens Peña, na Tijuca. Atua oferecendo serviços e produtos baseados em três principais pilares: saúde, beleza e bem-estar.
Segundo rankings da Abrafarma, é uma das maiores redes de drogarias do país e alcança 9 estados brasileiros por meio das vendas em seus canais digitais. Tem como uma de suas principais metas tornar-se referência como hub de saúde no Estado. Com 80% das unidades com salas de atendimento, a Venancio é uma das principais redes que oferecem vacinas, testes rápidos e diversos serviços farmacêuticos que auxiliam a população diariamente.

## História

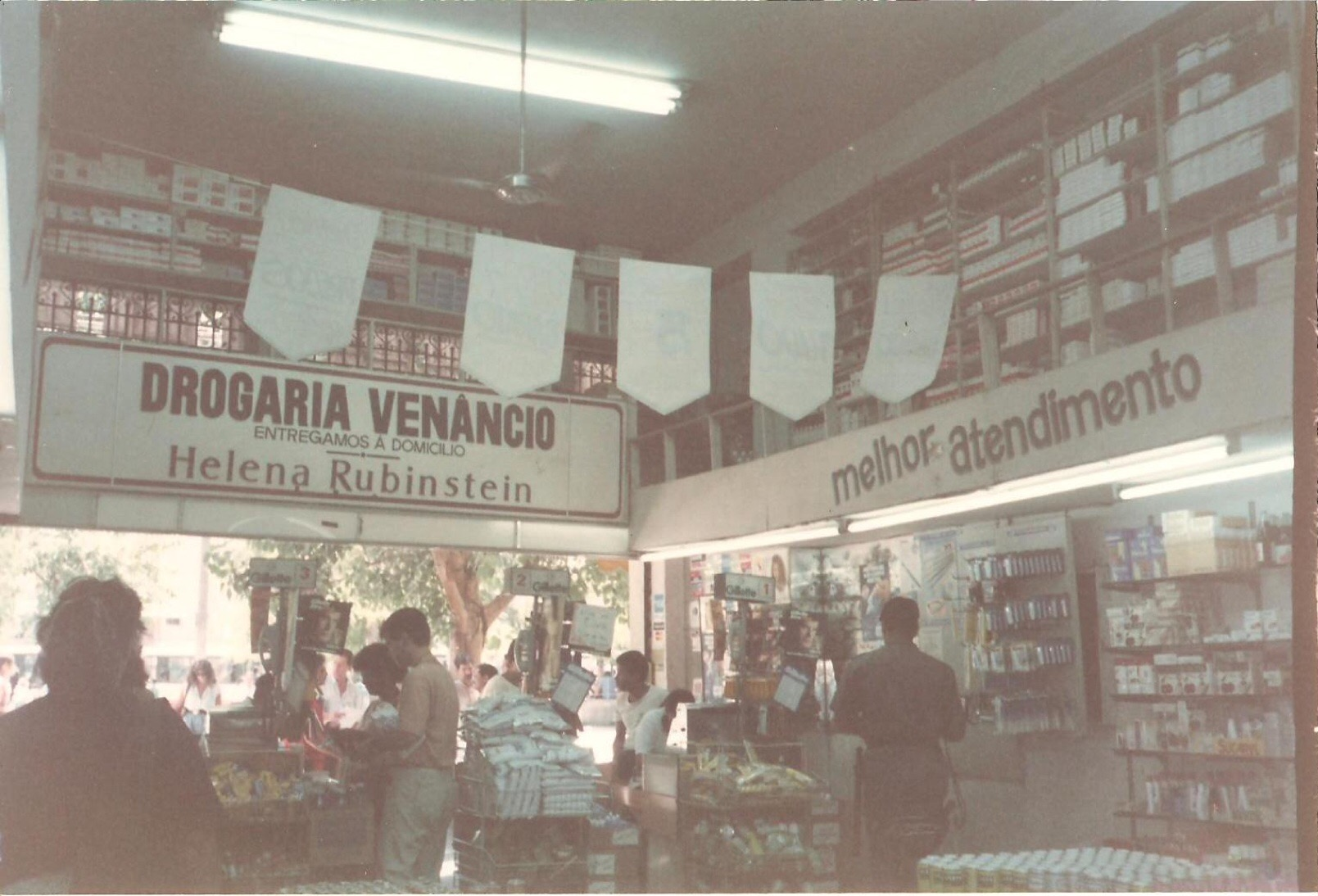
Drogaria Venancio na Tijuca em 1979

A Drogaria Venancio foi fundada em 1979. A primeira unidade está situada na Praça Saens Peña, 31, e é, até hoje, um dos símbolos da empresa. Mantém mobiliário e equipamentos que contam o início da história da Venancio e sua atuação no varejo farmacêutico carioca.
A empresa mantém um plano de expansão consolidado e a cada ano leva para novas localidades seu reconhecido sistema de excelente qualidade em atendimento, produtos e serviços. A cada nova loja, a empresa reforça a missão de cuidar da população e busca tornar-se um ponto de atendimento e cuidados com o bem-estar da população.
Além da capital, mantém pontos de atendimento em outros municípios como Niterói, São Gonçalo, Duque de Caxias, Búzios, Angra dos Reis, Nova Iguaçu, São João de Meriti, Petrópolis, Itaipava e Volta Redonda. 
Por meio das vendas em seus canais digitais, alcança estados do Sul, Sudeste e parte do Nordeste. Hoje estão disponíveis ao consumidor a venda por meio do site (drogariavenancio.com.br), televendas pelo número (21) 3095-1000, whatsapp, aplicativo próprio, Rappi, Ifood, Compre e Retire e Shipping from store.
Há ainda a opção da vitrine infinita, implementada desde 2022 em todas as lojas e que permite ao cliente comprar em qualquer unidade, ainda que não tenha em estoque, e receber onde desejar. 

## Serviços & Mix de Produtos
De medicamentos a produtos de conveniência, a Drogaria Venancio oferece um mix de produtos variados e de reconhecida qualidade com diversos produtos exclusivos. 
Com a missão de ser um hub de saúde e tornar-se um ponto de atendimento e cuidados com o bem-estar da população, mais de 80% das lojas já possuem salas com equipamentos modernos e infraestrutura adequada. 
A Venancio é uma das principais redes que oferecem vacinas, testes rápidos e diversos serviços farmacêuticos que auxiliam a população diariamente.
A empresa investe na constante capacitação dos farmacêuticos, em infraestrutura e na qualificação dos colaboradores da rede. A rede possui uma equipe pronta para auxiliar a população com orientações e também para garantir e ajudar na prevenção de doenças e adesão correta aos tratamentos. 

## Responsabilidade Social & Ambiental
Além de prezar pela saúde de seus clientes, a Drogaria Venancio mantém como missão o engajamento em projetos socioambientais. Confira:
Usina de energia solar: A Drogaria Venancio mantém 3 usinas de geração de energia solar e produz 80% da energia consumida pela rede. A empresa deu início ao projeto de geração de energia limpa em 2020, com a inauguração da primeira usina solar em Barra do Piraí. No mesmo ano, a segunda unidade foi instalada em Itaperuna. A terceira, Amparo III, foi inaugurada em junho de 2023 em Nova Friburgo e já existe uma quarta usina em processo de instalação em Xerém. A previsão é a de que até o fim do ano a quarta usina seja inaugurada e a empresa atinja 100% de energia limpa.
Saúde na Praça - Desde 2011 a Drogaria Venancio mantém o Saúde na Praça, um projeto que incentiva a prática de exercícios físicos diários e os cuidados com a saúde e o bem-estar da população. Atualmente, mais de mil cariocas se espalham por cinco praças da cidade e são acompanhados, gratuitamente, de perto por profissionais habilitados. Devido ao projeto, a empresa recebeu em 2016 o conjunto de Medalhas de Mérito Pedro Ernesto, concedido pela Câmara Municipal do Rio de Janeiro.
Selo LEED Platinum de Sustentabilidade - A Drogaria Venancio recebeu em 2023 o selo LEED Platinum  em reconhecimento às práticas sustentáveis realizadas no  prédio onde está instalada a sede  da empresa. Esse é o mais alto nível na certificação e premia as práticas ambientais desde a construção até o funcionamento da unidade. O edifício com 7.486 m² foi reconhecido pelo uso racional da água, pela avaliação e consumo de energia e atmosfera, pelo uso de materiais sustentáveis e pela qualidade do ambiente interno. O selo foi desenvolvido pelo U.S. Green Building Council (USGBC), e reconhece os edifícios mais ecológicos e eficientes.

### Retiro dos Artistas
Em parceria com a Essity, líder global em higiene e saúde, por meio de sua marca TENA, doaram R$40 mil arrecadados durante a campanha “Juntos Por Uma Boa Causa”. A ação foi realizada durante os meses de fevereiro e março de 2023 com participação dos clientes e o objetivo foi divulgar o trabalho e apoiar financeiramente a instituição que acolhe e cuida de artistas acima dos 60 anos de todo o país. 

### Campanha Plástico Zero
Em parceria com a Alcon e a empresa social canadense Plastic Bank, a Venancio coletou mais de 12 mil copos plásticos de água distribuídos durante a 8ª Corrida Venancio pela Saúde, em 2022. Todos os copos recolhidos foram encaminhados para reciclagem, processados e transformados no chamado "Plástico Social". 

## Eventos
Corrida Venancio Pela Saúde - A corrida já entrou para o calendário de eventos da cidade e virou um marco para a empresa. A primeira edição foi realizada em 2014, na Tijuca, ao redor do Maracanã. A expansão da rede fez crescer também o evento, que reúne atualmente cerca de 5 mil pessoas na orla de Copacabana, e está indo para a nona edição.
Aniversário Venancio - Comemorado em setembro, o aniversário da Drogaria Venancio já é sinônimo de promoções e melhores ofertas. Além das lojas físicas, todos os canais de vendas se preparam para oferecer um mix de produtos de qualidade com preços mais competitivos. Em 2024, a Venancio está preparando um festival de ofertas e prêmios para comemorar os seus 45 anos.
Participação em grandes eventos no Rio - Tijucana de nascença, a Venancio traz como uma de suas marcas o DNA carioca e a cada ano vem integrando o time de patrocinadores dos grandes eventos que acontecem na cidade. Desde 2022, a empresa marca presença no Rio Open, maior torneio de tênis da América Latina e leva para as arenas ativações em parcerias com indústrias farmacêuticas. Também em 2022, a empresa esteve no Rio Gastronomia e, em 2023, estreou na Maratona do Rio.